# Kopí
 (signalé en mai 2025).
Si vous disposez d'ouvrages ou d'articles de référence ou si vous connaissez des sites web de qualité traitant du thème abordé ici, merci de compléter l'article en donnant les références utiles à sa vérifiabilité et en les liant à la section « Notes et références ».
- Archive Wikiwix
- Bing
- Cairn
- DuckDuckGo
- E. Universalis
- Gallica
- Google
- G. Books
- G. News
- G. Scholar
- Persée
- Qwant
- (zh) Baidu
- (ru) Yandex
- (wd) trouver des œuvres sur Wikidata

Kopí, en grec moderne : Κοπή, est un petit quartier du Pirée en Grèce. Il est situé aux limites des municipalités du Pirée, de Keratsíni et de Drapetsóna entre les rues Kalokairinoú, Anapávseos, Psará et Anchiálos. Il est nommé d'après la grande usine militaire homonyme de 40 hectares située dans la partie sud-ouest de la zone.